# پورتو د لونا (نیومکزیکو)
پورتو د لونا (به انگلیسی: Puerto de Luna) یک منطقهٔ مسکونی در ایالات متحده آمریکا است که در شهرستان گوادلوپ، نیومکزیکو واقع شده‌است. پورتو د لونا ۱۴۱ نفر جمعیت دارد و ۱٬۳۷۰٫۰۹ متر بالاتر از سطح دریا واقع شده‌است.